# Tausend Takte Übermut
Tausend Takte Übermut ist eine deutsche Musik- und Verwechslungskomödie von Ernst Hofbauer aus dem Jahr 1965. Die Hauptrollen sind mit Vivi Bach, Rex Gildo, Thomas Alder, Margitta Scherr und Hannelore Auer besetzt.

## Handlung
Die Plattenfirma Melodia steht kurz vor der Pleite. Manfred Reiner soll die Firma retten, indem er den bekannten Schlagerstar Sherry Davis unter Vertrag nimmt. Davis hatte dies jedoch in der Vergangenheit bereits mehrfach abgelehnt. Gemeinsam mit Rechtsanwalt Dr. Peter Hold macht sich Manfred auf den Weg nach Italien, um Sherry, die dort gerade Urlaub macht, zur Vertragsunterschrift zu bringen: Er hofft, durch Ablehnung und Ignoranz die sonst umschwärmte Sherry zu verblüffen, damit auf sich aufmerksam zu machen und sie schließlich zur Freundin gewinnen zu können. Sherry ist derweil empört, als sie bemerkt, dass in ihrem Hotel „Las Vegas“ für jede Kleinigkeit Sonderzahlungen nötig sind. Sie beschwert sich telefonisch beim Leiter der Hotelkette Robert Hilman, der sich entscheidet, anonym vor Ort nach dem Rechten zu schauen. Vorher verbietet er seinem Sohn Frank, seine Beziehung zur Buchhalterin Michaela Andreas fortzusetzen, da sie „nicht standesgemäß“ sei. Frank entscheidet sich, seinen Vater umzustimmen, indem er Michaela unter dem Namen „Andrea Michael“ als vermeintlich reichen Gast im Hotel „Las Vegas“ absteigen lässt, wo sie sich mit ihm bekannt machen soll.
Manfred und Peter düpieren Sherry, die mit ihrer Stenotypistin Christine Urlaub macht, wie geplant bei ihrer Ankunft. Zunächst scheint ihr Plan aufzugehen und Sherry ist nach der ersten Empörung bereit, mit Manfred tanzen zu gehen. Beim Tanz trifft sie jedoch auf ihren Ex-Mann Rick Tanner, der derzeit als Sänger im „Las Vegas“ auftritt. Beide verlieben sich erneut ineinander.
Im Hotel haben die Geschäftsführer derweil erfahren, dass Hilman einen Besuch plant. Da sie nicht wissen, wie er aussieht, erkennen sie den unter dem Namen Wichtl eincheckenden Hilman nicht und glauben, der selbstbewusste Lebemann Felix Glücklich wäre ihr Chef. Sie umsorgen Glücklich, während Hilman nur ein schlechteres Zimmer im ausgebuchten Hotel erhält. Michaela kümmert sich um Hilman, der sie mit der Zeit in sein Herz schließt.
Am Strand hat Peter derweil die Telefonistin Gerti Brückner kennengelernt, verwechselt sie jedoch mit der vermeintlich reichen Michaela. Sie klärt ihn nicht auf, sondern versucht vielmehr, der neuen Rolle gerecht zu werden. Sie verlieben sich, auch wenn Peter sie für ein „Playgirl“ hält und von ihrem Lebenswandel abzubringen versucht. Als Sherry und Rick zu einem Liebesausflug nach Venedig fahren, folgt ihnen der eifersüchtige Manfred. Er überredet Gerti, seine Geliebte zu spielen, doch reagiert Sherry nicht eifersüchtig. Peter, der mit Christine nach Venedig gereist ist, versteht Gertis Behauptung, sie müsse zum „Nachtdienst“ ins Hotel gehen, falsch und geht zu ihr auf Distanz. Zurück im Hotel beichtet Manfred Christine seine eigentliche Identität und den ursprünglichen Plan, Sherry zur Vertragsunterzeichnung zu bringen, was durch ihre Liebe zu Rick nun aussichtslos erscheint.
Frank hat sich entschieden, zum Hotel „Las Vegas“ zu kommen, um Michaela und seinen Vater nun endlich miteinander bekannt zu machen. Es kommt zu zahlreichen Verwechslungen, so findet er in Michaelas Bett Gerti, die eigentlich nur ihre Identität als Michaela aufrechterhalten wollte, da Peter mal wieder auf dem Weg zu ihr bzw. zu Michaelas Hotelzimmer war. Als Peter wiederum Gerti mit Frank in einem Zimmer findet, zweifelt er endgültig an ihrer Liebe zu ihm. Auch Frank ist inzwischen verwirrt, da ihm erzählt wird, dass Michaela derzeit mit einem Herrn Wichtl segeln sei und auch sonst viel mit fremden Männern verkehre. Bei einem zweiten Versuch, Michaela auf ihrem Zimmer zu treffen, findet sich dort auch Felix Glücklich ein, der wiederum eigentlich seine Frau sucht. Da er nun als verheirateter Playboy bekannt ist und das Hotelpersonal ständig den falschen Mann verwöhnt hat, beginnt eine Verfolgungsjagd auf Felix, der zum Schluss reumütig zu seiner Frau zurückkehrt. Es finden sich die Paare: Sherry ist mit Rick glücklich, der einen Plattenvertrag für beide bei Melodia unterschrieben hat – er war nämlich derzeit gar nicht unter Vertrag und Sherry wünschte sich in ihm einen Mann, der über sie bestimmt. Peter und Gerti, die nun ihre eigentliche Identität offenbart, werden ein Paar, weil der bodenständige Peter sowieso eine bodenständige Frau wollte. Auch Manfred und Christine finden zueinander. Nachdem Frank erfahren hat, dass die meisten Männergeschichten eigentlich Gerti zugeschrieben werden müssen, versöhnt er sich mit Michaela, die ihrerseits schon lange das Herz ihres zukünftigen Schwiegervaters gewonnen hat.

## Produktion und Musik
Tausend Takte Übermut wurde 1965 unter anderem im Hotel „Las Vegas“ am Lido di Jesolo und in Venedig gedreht. 
Der Film enthält verschiedene Schlager seiner Zeit. Elke Sommer, im Film Peggy Sommer genannt, singt den Titel Oh, I Love You in einer Anfangseinstellung. Als Taxifahrer tritt Manfred Schnelldorfer auf und singt während der Fahrt den Titel Deine schönen blauen Augen. Während einer Tanzveranstaltung treten Rex Gildo und Hannelore Auer im Duett mit dem Titel Amore addio auf, während kurz darauf Rex Gildo allein Wenn es sein muss, kann ich treu sein singt. Peggy March hat einen Gastauftritt und singt Mit 17 hat man noch Träume. Gus Backus intoniert Open The Window – Ich will fensterln, während Rex Gildo und Hannelore Auer auf dem Markusplatz in Venedig zu Musik gehört dazu tanzend singen. Peppino di Capri singt kurz vor Filmschluss als Arbeiter den Schlager Arrivederci Good-Bye. Den Film beschließt erneut Peggy March mit einer Wiederholung von Mit 17 hat man noch Träume.

### Veröffentlichung
Die Uraufführung des Films in der Bundesrepublik Deutschland fand am 10. September 1965 statt. In Dänemark wurde der Film am 9. Februar 1968 unter dem Titel Vivi og Rex i Italien veröffentlicht.

## Kritik
Das Lexikon des Internationalen Films kritisierte Tausend Takte Übermut für seine „leidlich unterhaltsame Story“ und den „zunehmende[n] Klamauk“ in der Handlung. Der Film biete vor allem „Gelegenheit zum Vortrag von neun Schlagern der Saison“.